# Фамильяр (Секретные материалы)
«Фамилья́р» (англ. Familiar) — восьмой эпизод одиннадцатого сезона американского научно-фантастического телесериала «Секретные материалы». Премьера состоялась 7 марта 2018 года на телеканале Fox. Режиссёром серии выступила Холли Дейл, а сценарий написал Бенджамен ван Аллен. 
В этом эпизоде специальные агенты ФБР Дана Скалли (Джиллиан Андерсон) и Фокс Малдер (Дэвид Духовны) из отдела «Секретных материалов» расследуют жестокое нападение животного на мальчика в Коннектикуте и подозревают, что к преступлению причастны тёмные силы.
Название серии — отсылка к фамильяру, волшебному духу, который согласно средневековым западноевропейским поверьям служил ведьмам и колдунам, практикующим магию. Фамильяр обладал разумом на уровне обычного человека и чаще всего принимал облик животного.

## Сюжет
В городке Иствуде, штат Коннектикут, маленький мальчик по имени Эндрю на детской площадке напевает песенку из мультфильма и играет с игрушечным клоуном «Мистером Хохотуном». Его матери звонит неизвестный мужчина, и она на минутку отвлекается от сына. Мальчик видит в лесу Мистера Хохотуна и следует за ним. Внезапно к испуганному мальчику с огромной скоростью приближается невидимая опасность. Несколько часов спустя лес начинают прочесывать полицейские, в том числе отец Эндрю, офицер Рик Эггерс. Офицер Вентворт обнаруживает на земле растерзанное тело мальчика. Отец рвётся увидеть сына, но его удерживают другие офицеры.
Скалли изучает протокол осмотра места происшествия, в котором говорится, что на мальчика было совершено жестокое нападение. По заключению коронера причиной смерти стало удушение в результате повреждения трахеи и перелом со смещением шейных позвонков. Шеф полиции Стронг заявляет, что в лесу, по слухам, завёлся новый хищник – койволк, гибрид койота и волка. На вопрос полицейского, что на месте преступления делает ФБР, Малдер объясняет, что убийства в семьях сотрудников правоохранительных органов подпадают под юрисдикцию бюро. Стронг и Вентфорт обменивается недоуменными взглядами: полицейские удивлены, что ФБР считает этот случай убийством. Скалли подозревает, что к преступлению может быть причастен человек с криминальным прошлым.
Агенты в морге осматривают тело Эндрю. Скалли соглашается с выводами патологоанатома о наступлении смерти в результате перелома шеи. Однако Малдер замечает на лодыжке мальчика вещество, похожее на белый песок или соль.
Тем временем весь город собирается на поминки Эндрю. Его мать Диана переживает, что церемония проводится без тела мальчика, которое по-прежнему находится у агентов ФБР.
Малдер расспрашивает жену шефа полиции Анну Стронг и её дочку Эмили, которые присутствовали на детской площадке в момент исчезновения Эндрю. Он также изучает книги в гостиной. Одна из них посвящена охоте на ведьм в Иствуде. В телевизоре появляется клоун Мистер Хохотун. Эмили восклицает, что именно он был в лесу.
В полицейском участке Рик Эггерс просматривает базу данных насильников и находит файл педофила Мелвина Питера. Скалли сообщает шефу полиции, что её предположения об убийстве подтверждаются. Они идут расспросить отца мальчика Эггерса, но тот в спешке покидает участок и уезжает в патрульной машине. Стронг и Скалли садятся в другую машину и гонятся за Эггерсом. Эггерс подъезжает к дому Мелвина, выбивает дверь и проходит внутрь, но Питера нет дома.
После получения ордера Малдер и Скалли обыскивают дом. Скалли находит многочисленные фотографии человека в костюме клоуна на детских вечеринках. Малдер обнаруживает в шкафу обезьянку в маленькой клетке, а также наряды, туфли и маску Мистера Хохотуна.
В доме Стронгов Эмили смотрит телевизор, пока её мама готовит обед. Внезапно на лужайке она видит «телепузика». Анна просит дочку выключить телевизор, но девочка уже исчезла. Спустя несколько часов Малдер и Скалли осматривают в лесу тело Эмили, убитой таким же способом, как и Эндрю. Малдер замечает, что вокруг тела есть магический соляной круг, который используют для призыва духов-фамильяров и исполнения заклятий. Малдер обнаруживает, что на месте преступления расположено древнее кладбище пуритан, где колдуны высвобождали демонов. Он обвиняет Стронга в том, что тот закрыл дело об убийстве Эндрю, так как хотел скрыть детали преступления и знал, что кто-то в городке занимается колдовством. Шеф полиции признаёт правоту слов Малдера. Он рассказывает, что изменял жене с Дианой и разговаривал с ней по телефону в тот момент, когда пропал Эндрю. Он убежден, что убийства обоих детей — это его наказание за супружескую неверность.
Когда Мелвин Питер возвращается к себе домой, Эггерс нападает на него и вытаскивает из машины. Он обвиняет Мелвина в убийстве Эндрю, хотя тот твердит о своей невиновности, и жестоко избивает под ликующие крики зевак. Прибывший на место драки офицер Вентворт оттаскивает Эггерса в сторону, но на Мелвина бросается разъярённая толпа и собирается линчевать его. Малдер останавливает происходящее, стреляя в воздух. Внезапно Эггерс достаёт служебное оружие и убивает Питера выстрелом в голову. После того, как суд освобождает Эггерса под залог, он заявляет Диане, что знал о её любовной связи с шефом Стронгом. Диана уезжает из дома. Внезапно она видит на дороге призрака Эндрю и, уходя от столкновения, вылетает с трассы. К машине подходит адская гончая.
Эггерс врывается в дом шерифа Стронга, где встречает Мистера Хохотуна и безуспешно пытается убить его. Малдер и Скалли прибывают к дому шерифа и видят, что Стронг застрелил Эггерса. Малдер также обнаруживает, что из дома пропала книга заклинаний.
Шериф Стронг находит разбитую машину Дианы и видит в лесу демона, принявшего её облик. Следуя за ним, он проходит мимо трупа Дианы и встречает свою жену Анну, стоящую в соляном кругу. Она объясняет, что вызвала демона, пытаясь отомстить мужу за интрижку с Дианой. Малдер и Скалли становятся свидетелями того, как на Стронга нападает адская гончая и загрызает его насмерть, после чего Анна продолжает читать заклинание и самопроизвольно возгорается. Скалли и Малдер покидают город. Когда они уезжают, карусель, на которой в последний раз играл Эндрю, начинает вращаться сама по себе.